# 小仓勉
小仓勉（1963年7月18日—）是一位日本足球教練。小仓勉畢業於天理大學。1989年，他在同志社香里中学校・高等学校執教，並開啟了他的執教生涯。1990年，小仓勉前往德國並執教多支青年隊。1992年又返回日本。2024年時他是新加坡國家足球隊的主教練。